# Goldrausch in Otago

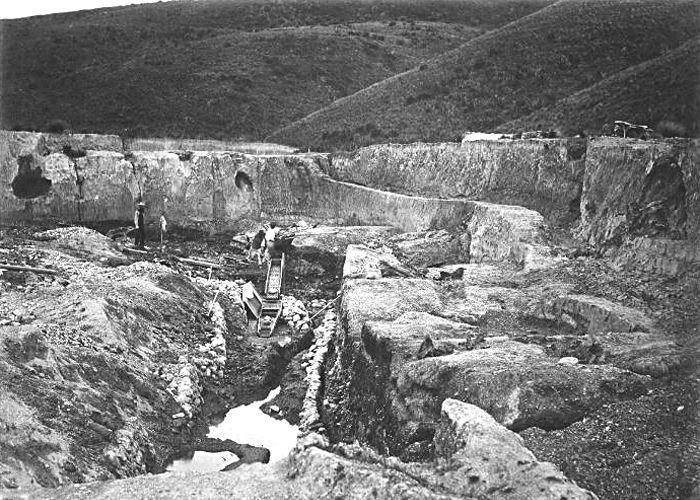
Gabriel’s Gully, Otago, Neuseeland (ca. 1875)

Der Goldrausch in Otago von 1861 bis 1863 war Neuseelands größter und bedeutendster Goldrausch und beeinflusste auf der Südinsel Neuseelands die von schottischen Siedlern gegründete Stadt Dunedin und die Region Otago nachhaltig.

## Der Rausch des Goldes

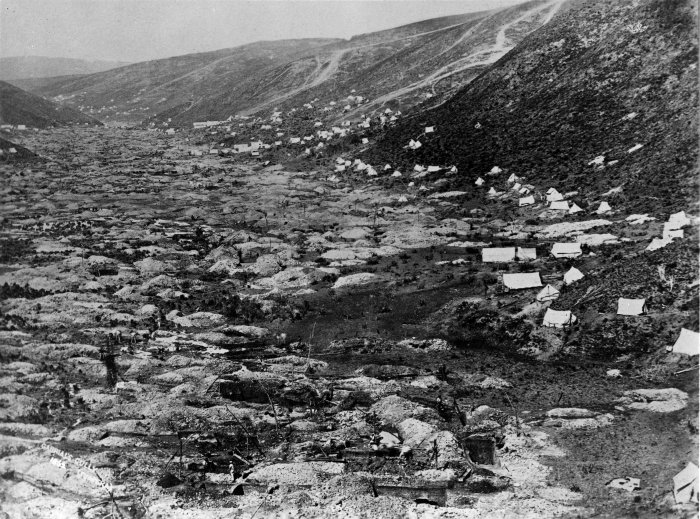
Gabriel’s Gully, übersät mit Zelten und aufgewühlter Erde.

Gold zu suchen war im 19. Jahrhundert der beliebteste individuelle Weg, legal schnell reich werden zu können, oder zumindest die Chance darauf zu haben. Tausende von Menschen ließen sich von dem Goldfieber anstecken, arbeiteten unter härtesten Bedingungen, lebten in schlechten Unterkünften und waren oft auch katastrophalen hygienischen Verhältnissen ausgesetzt. Reichtum und Armut, Erfolg und Misserfolg lagen damals ganz dicht beieinander. Der Otago-Goldrausch prägte Otago und Dunedin wie keine andere Zeit später.

### Goldfunde vor 1861
Die ersten dokumentierten Goldfunde in Neuseeland gehen auf die Anfänge der Besiedlung Neuseelands durch die Europäer zurück. Um 1842 fanden  Walfänger geringe Mengen Gold auf der Coromandel Peninsula und schottische Siedler in der Gegend um Nelson herum. 1852 gab es einen ersten kleineren dreimonatigen Goldrausch auf der Coromandel Peninsula, bei dem Gold im Wert von £1.500 gefunden wurde. 1855 folgten Funde in Onekaka.
1856 wurden erste nennenswerte Funde im Tal des Aorere Rivers, nahe Collingwood und um Nelson herum gemacht. Im folgenden Jahr schwoll die Goldsuchergemeinde im Collingwood-Tākaka-Distrikt innerhalb von einigen Monaten auf 1.500 an. Nach drei Jahren und £150.000 geschürftem Goldwert waren auch hier die Vorkommen erschöpft. Zu dieser Zeit war schon bekannt, dass es in den Regionen Otago und West Coast auch Gold zu finden gab. Die gemachten Funde verleiteten aber seinerzeit noch keinen Farmer, seine Beschäftigung aufzugeben.
1860 machte sich das Gerücht breit, dass im Mataura River im südlichen Teil von Otago größere Mengen Gold gefunden worden seien. Im September 1860 kam dem australischen Goldsucher Thomas Gabriel Read dieses Gerücht zu Ohren.

### Goldrausch 1861–1863

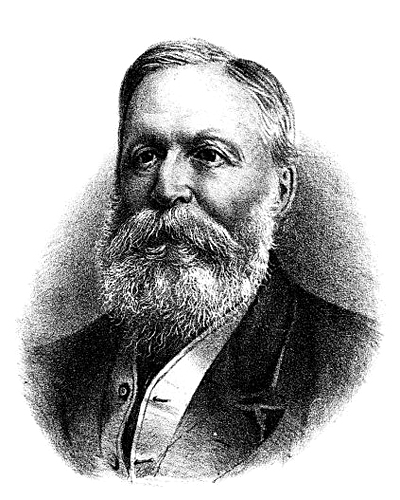
Thomas Gabriel Read

Read erreichte im Februar 1861 Port Chalmers am Otago Harbour. Zwischenzeitlich hatte sich aber herausgestellt, dass die Goldfunde in Mataura River doch keine Reise wert waren. Read machte sich trotzdem auf den Weg nach Süden und kam auf seiner Reise mit John Hardy, Farmer und Mitglied des Otago Provincial Council, in Kontakt. Dieser glaubte fest an die Existenz des Goldes im Gebiet um den Tuapeka River in der Nähe der heutigen Stadt Lawrence. Read folgte seiner Empfehlung und wurde schließlich am 25. Mai 1861 in dem Gebiet fündig. Mit Spaten, Schüssel und einem Fleischermesser suchend fand er innerhalb von einigen Stunden sieben Unzen sauberes Gold (~200 Gramm). Read meldete die Funde umgehend und kam mit zwei Helfern zurück. Innerhalb von vierzehn Tagen waren sie um über drei Kilogramm Gold reicher geworden.
Die Nachricht über die Goldfunde kamen in Windeseile in Umlauf und genau so schnell kamen auch die Goldsucher. Gabriel’s Gully, benannt nach Gabriel Read, bezeichnete den Ort, wo Read die historischen Goldfunde gemacht hatte. Dieser Ort befindet sich etwa 6 km nordwestlich von Lawrence. Zu Spitzenzeiten kamen in Folge über 1.000 Goldsucher pro Tag nach Otago. In der zweiten Hälfte des Jahres 1861 hatte sich die Bevölkerung schon um mehr als das Doppelte auf 30.000 vergrößert. Die Bevölkerung des Goldfeldes um Gabriel Gully stieg innerhalb eines Jahres von nahe Null auf etwa 11.500 Einwohner, das ist das Doppelte der Einwohnerzahl von Dunedin zu dieser Zeit. Von 1861 bis 1867 kamen alleine über 50.000 Australier ins Land.
Die Technik des Goldsuchens in Otago veränderte sich auch sehr schnell, vom Auswaschen des Goldes im Flussbett über den Tagebau bis hin zum Bergbau. Die ersten Bergleute kamen vor allem aus Australien, Europa und den Vereinigten Staaten. Ab 1866 wanderten auch Bergarbeiter aus China auf die Goldfelder zu.
Nach 1869, nachdem große Bergbaufirmen die Kontrolle über die Goldfelder übernommen hatten, war der Otago-Goldrausch endgültig vorüber. Viele Goldsucher zogen weiter, einige blieben und wurden Bergarbeiter, angestellt bei den Bergbaufirmen. Für die Goldwäsche im industriellen Maßstab wurden leistungsfähige Schwimmbagger mit integrierter Goldwäsche entwickelt, die sich in den kommenden Jahrzehnten von Otago in andere Goldregionen in aller Welt verbreiteten.

### Aus- und Nachwirkungen
Die Spuren des Goldrauschs in Otago waren nicht zu übersehen. Wo gegraben wurde, wurde die Natur zerstört. Wo man aufgab, ließ man alles einfach liegen. Teile Otagos glichen über Jahrzehnte hin einer Mondlandschaft. Abgesehen von der Naturzerstörung gab es auch zahlreiche menschliche Tragödien. Viele Goldsucher ließen in der Hoffnung, hier schnell reich zu werden, Haus und Hof und manchmal auch gute Jobs zurück. Wenn der Erfolg dann ausblieb, gab es keine Absicherung mehr. Der Umgang unter den Goldsuchern war rau und Neid und Missgunst führten häufig zu Konflikten, die nicht selten auch mit Gewalt ausgetragen wurden. Besonders seien hier die chinesischen Immigranten genannt, die teilweise unter übelsten Bedingungen arbeiten mussten und schlecht behandelt wurden.
Die positivsten Auswirkungen des Otago-Goldrausch waren vor allem in Dunedin zu erkennen. Auch wenn das Wachstum und die hygienischen Verhältnisse in der Stadt damals dem Ansturm der Glücksuchenden nicht gewachsen war, so brachte doch das Gold Geld in die Kassen der Stadt und Handwerker, Geschäftsleute und Banker nach Dunedin. In kurzer Zeit waren fast alle großen namhaften Firmen in Dunedin vertreten und die meisten von ihnen pflegten auch ihren Firmenhauptsitz in der „Goldenen Stadt“ zu haben. Dunedin wurde durch den Otago-Goldrausch für ein paar Jahrzehnte die größte und reichste Stadt Neuseelands.
Die Geschichte des Goldrausch in Otago, mit all seinen Facetten und Auswirkungen, wurde in dem Otago Settlers Museum in Dunedin sehr gut dokumentiert und anschaulich dargestellt.

### Goldabbau heute

Goldproduktion in Neuseeland (1855–2006)

Die Region Otagos ist heute immer noch Schauplatz von Goldgräbern. Nur sind es heute die Bagger eines multinational arbeitenden Konzerns, der mit hohem technischen und finanziellen Aufwand Gold dort abbaut. OceanaGold Corporation betreibt mit der Macraes Gold Mine, 55 km nördlich von Dunedin, die heute größte und erfolgreichste Goldgrube Neuseelands. Seit 1990 wurden hier mehr als zwei Millionen Unzen Gold abgebaut und mindestens weitere vier Millionen Unzen werden für die kommenden Jahre vermutet. Bei ca. 170.000 Unzen Goldförderung pro Jahr bleibt diese Geldeinnahmenquelle wohl noch für die nächsten 25 Jahre in Otago erhalten.
Die einfachen Goldsucher von heute sind die Touristen geworden, die gerne die touristischen Angebote des Goldsuchens in Otago wahrnehmen. Wie in alten Zeiten schaufeln, graben und waschen sie, in der Hoffnung einen kleinen Glücksmoment zu erhaschen und etwas Gold zu finden. Interessant zu sein scheint außerdem noch, dass Crown Minerals, eine Abteilung des Ministry of Economic Development von Neuseeland, sich am 12. Januar 2006 0,5 Hektar Land mit dem Namen „Gabriel’s Gully“ für 10 weitere Jahre gesichert hat, exakt der Bereich, von dem der Otago-Goldrausch ausging.